# 유신당
유신당(일본어: 維新の党 이신 노 토[*])은 일본의 우익 계열 정당이다. 일본의 내셔널리즘 성향을 띤 일본유신회, 중도우파 신자유주의 성향을 띤 두레당의 합당으로 창당되었다. 지역기반은 오사카이다.

## 개요
2014년 8월, 일본유신회와 두레당이 합당하여 결성된 신정 정당이다. 일본의 정당 중에서 소속 의원 수로만 따진다면, 일본 민주당에 이은 제2야당이다. 또한, 지역기반이 도쿄도가 아닌 오사카이다. 따라서 지역주의 정당이라는 평가를 받지만, 지역주의 정당이면서, 중앙 정치를 가장 활발히 하는 정당이라는 평가가 있기도 하다. 허나, 오사카 지역주의를 주장했던 계파인 하시모토 도루가 이끄는 신정 정당으로 제명되면서, 성향이 다시 바뀌었다는 평가가 있다. 2016년 3월 27일, 민주당과 통합하여 민진당으로 합당하였다.

## 이념
극우, 일본의 내셔널리즘 성향을 보유하고 있었던 일본유신회와 신자유주의와 같은 개인주의 우파 계열인 두레당의 합당으로 인해, 당의 노선은 일단 우익이며, 가끔씩 극우적인 성향을 표출하고 있기도 하다.
일본의 내셔널리즘으로는 집단적 자위권을 주장하고 있고, 개인주의 우파 노선으로는 신자유주의를 외치고 있으며, 반핵 운동을 전개하고 있기도 하다.

## 분당
당시 유신당은 오사카계 의원들과 갈등이 있었는데, 유신당 측은 '정권에는 시시비비에 대응하고 민주당 통째로과 합병하는 형태로 야당 재편은 있을 수 없다'라고 주장하는 최고고문 하시모토 도루와 오사카계 의원들, 일본 민주당, 일본 공산당과의 야당 공동 투쟁을 중시하는 민주당과 사실상 통째로 합병하는 형태로 야당 재편을 획책하는 당대표 마쓰노 요리히사 등 집행부 측 사이의 노선의 차이가 발생하였다. 또한, 잇 따른 민주당과 공산당 낸 후보를 지지하는 사태가 발생, 당 내 갈등이 격해지자 당대표 마쓰노 요리히사 등은 하시모토 도루의 오사카 유신회라는 신당의 출범을 선언하고, 이를 목표로 집행부와 협상을 시작하나, 실패하였다.
이에 2015년 10월, 유신당 내에 오사카계 의원들을 오사카 유신회로 제명시켰으며, 이로 인해서 중의원 21석 잔여, 참의원은 11명 중에서 6명이 탈당하게 되었다.

## 역대 선거 결과
| 선거 연도 | 획득 의석 수 | 전체 의석 수 |
| --------- | ------------ | ------------ |
| 2014년    | 41           | 480          |